# Patrick Rampillon
Patrick Rampillon, né le 4 juillet 1955 à Bressuire (Deux-Sèvres), est un joueur et entraîneur de football français. Frère de Gilles Rampillon également footballeur (international français ayant fait toute sa carrière au FC Nantes),  il occupe depuis 1987 la fonction de directeur du centre de formation du Stade rennais football club. Il a joué pour le Stade rennais et l'AS Saint-Etienne.

## Biographie
Formé à Reims, après un passage à Saint-Étienne, il signe en 1979 au Stade rennais ou il termine sa carrière de joueur professionnel avec plus de 100 matchs au compteur.
Il devient entraîneur au centre de formation du Stade rennais entre 1983 et 1987 puis entraîne l'équipe première pendant 18 matchs à la place de Pierre Mosca. Il revient ensuite  dans la formation en tant que directeur du centre de formation, un poste qu'il occupera jusqu'en 2018.

## Palmarès
- Meilleur centre de formation de France en 2006, 2007, 2008, 2009, 2010 et 2011.